# Yuri Yermakov
Yuri Yermakov (Ucrania, 3 de septiembre de 1970) es un gimnasta artístico ucraniano, medallista de bronce olímpico en 1996 en el concurso por equipos.

## 1996
En los JJ. OO. de Atlanta (Estados Unidos) gana el bronce en el concurso por equipos, tras Rusia (oro) y China (plata), siendo sus compañeros: Vladimir Shamenko, Grigory Misutin, Ihor Korobchynskyi, Rustam Sharipov, Olexander Svitlichni y Oleg Kosiak.